# Museo del Café Francisco Schmidt
El Museu do Café Francisco Schmidt es un museo en la ciudad de Ribeirão Preto, en el interior del estado de São Paulo, en el sudeste de Brasil que divulga la historia de la caficultura en esta área, y que está bautizada en nombre del antiguo dueño de la hacienda.
El museo está ubicado en el campus de la Universidad de São Paulo y alberga objetos que relatan la vida cotidiana de inmigrantes, esclavos y barones, retratando la historia del café y entre su colección, encontramos una colección de molinos, una máquina procesadora de café, diferentes tipos de granos de café, entre otras piezas.

## Historia
Plínio Travassos dos Santos creó el museo del café para honrar la cultura de esta planta y con fondos de la administración municipal, comenzó a juntar y coleccionar objetos relacionados con el tema. Con la antigua sede de la hacienda Monte Alegre y la colección organizada, Plínio inauguró el museo en 1955 bajo el nombre de Francisco Schmidt, magnate del café que durante años fue dueño de la hacienda donde se ubica el museo. Debido al valor histórico del lugar, el museo y su colección fueron catalogados como patrimonio municipal.